# Kaoru Fujino
Pour les articles homonymes, voir Fujino.
Kaoru Fujino (藤野 かほる, Fujino Kaoru) est un seiyū (doubleur japonais), né au Japon le 21 mai 1972 à Kōchi et qui a grandi à Tōkyō.